# Cona (Teramo)
Tu sì béllê, Tu sì bônê
Bon giôrnê a vvôjê Madônnê
Prim'a'vvôjê ch'a l'iddrê dônnê»
(Giuseppe Savini, "Preghiera alla Vergine")
La contrada Madonna della Cona è un quartiere della città di Teramo. Più comunemente chiamata la Cona, prende il nome dall'omonima parrocchia, costruita probabilmente nella prima metà del Quattrocento.
Simbolo di fertilità ed abbondanza, la Madonna della Cona si festeggia ogni anno, con una grande festa, la domenica successiva l'8 di settembre.
Nei tempi più antichi, la contrada fu caratterizzata dalla presenza di numerose aziende agricole e latterie che rifornivano la città. Non mancavano artigiani come il "ferraro" e il "carraro", il "ramaio" con attività commerciali e "osterie ogni 50 passi".
Negli ultimi anni dell'Ottocento, don Domenico Scimitarra vi aprì una fornace con il caratteristico metodo Hoffmann nella quale si producevano giornalmente migliaia di mattoni dal caratteristico colore rosso. Ormai in disuso, la fornace Scimitarra, perfettamente conservata, rappresenta uno dei più interessanti reperti di archeologia industriale del territorio.

## Storia e testimonianze antiche

### Via Cona
La più grande ed importante arteria stradale del quartiere, vale a dire via Cona, è un tratto stradale della SS. 80, tratto abruzzese dell'antica via Cecilia che permetteva il collegamento tra Roma e Castrum Novum (Giulianova), attraversando Teramo e L'Aquila lungo il valico de Le Capannelle, passando per la suggestiva strada di montagna, oggi ribattezzata dal Parco Nazionale del Gran Sasso - Laga con il nome di Strada Maestra del Parco.
Come una colonna vertebrale, oggi via Cona attraversa centralmente tutte le zone della contrada, costeggiata da ambedue i lati da numerose attività commerciali.
Il quartiere è inoltre raggiungibile direttamente dalla superstrada Teramo-Mare (o SS 80 racc) e dalla A14 Roma-Teramo, all'uscita di Teramo Ovest, proseguendo fino alla fine della Tangenziale Ovest, girando in direzione "Teramo-Cona".

### Area archeologica di Ponte Messato
Nella zona più estrema del quartiere (Ponte Messato), esiste il parco archeologico della Necropoli di Ponte Messato risalente ai tempi dell'antica Roma: una strada lastricata, contornata di monumenti.

È la Via sacra d'Interamnia da qualcuno ribattezzata Via Appia teramana per le analogie con la Via Appia antica nei pressi di Roma.

Giammario Sgattoni, che fu uno dei primi a intervenire nel 1961 al momento della scoperta fortuita dei resti archeologici durante i lavori di costruzione di un garage per la rimessa dei pullman, ci racconta l'episodio in un suo articolo pubblicato nel 1974 sulla rivista "Teramo".

## Origini e tradizione religiosa

### Chiesa storica
Misteriosa la sua origine, costruita probabilmente nella prima metà del Quattrocento.
Il motivo della sua edificazione è da collegarsi al culto che i teramani hanno sempre tributato alla Madonna delle Grazie, il cui tempio sorge in prossimità di Porta Reale (secolare ingresso tra le mura dell'antica Interamnia) come "baluardo e difesa", mentre dalla parte opposta della città, per lo zelo di San Bernardino da Siena, le fu consacrata una "edicola", in seguito chiamata dal popolo "Madonna della Cona".
La sua struttura ricomprendeva al suo interno l'antica edicola, sulla quale sembra potersi riconoscere il simbolo dell'ostia fiammeggiante che caratterizza il monogramma di San Bernardino.
Nelle sue vicinanze l'ingegnere Carlo Forti realizzò nel 1817 un cimitero "d'emergenza", una sepoltura collettiva per i corpi di ben tremila vittime causate dalla terribile epidemia che morti a migliaia provocò quell'anno in tutto il Regno. A futura memoria fu posta sul luogo una croce allora denominata del "Legno della Passione".

Per iniziativa di don Ottaviano, verso il 1878 furono commissionate al pittore Gennaro Della Monica le due tele che ancora è possibile ammirare, affinché abbellissero la chiesa e rinsaldassero la fede dei parrocchiani. In una è raffigurato San Vincenzo Ferreri che benedice i campi, nell'altra S. Antonio di Padova che annuncia il Vangelo a Ezzelino da Romano. Veramente singolare è l'accostamento dei due temi, a testimonianza comunque di una Chiesa che benedice gli umili e affronta a viso aperto i ricchi e i potenti.

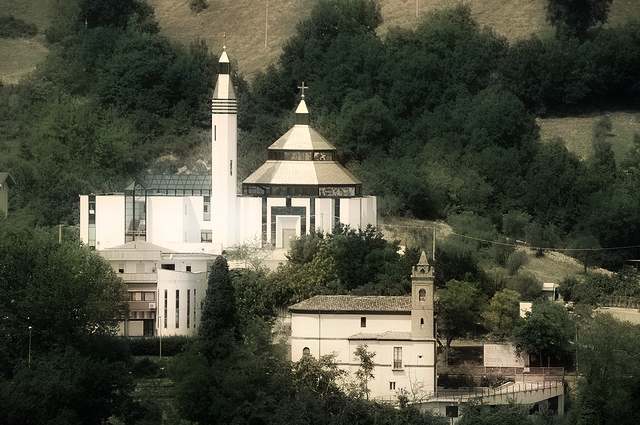
Le due chiese della Madonna della Cona in una foto aerea

Il 15 agosto 1879 Don Ottaviano Maggiore, parroco di S. Giorgio, da cui dipendeva la cappella della Cona, rivolse un appello a quanti nutrivano devozione per la venerata e miracolosa immagine della Vergine, perché contribuissero con offerte volontarie di grano o denaro. Rendendo le offerte in quella rurale chiesa, alle ore 9:00 del mattino di domenica 24 agosto, la Vergine Santissima, assicurava Don Ottaviano, avrebbe certamente retribuito i fedeli con abbondanti grazie temporali ed eterne.

### Nuova chiesa
Completata da pochi anni, è stata realizzata dall'Impresa Polisini Group sulla collinetta antistante quella storica. In grado finalmente di accogliere appieno, in quanto a capacità e modernità, la comunità parrocchiale del luogo, è costituita da una serie di locali sistemati su più piani. È stata inaugurata il 7 dicembre 2007.
Occorrono però ancora opportuni lavori di completamento, di rifinitura e di sistemazione degli arredi.

### Festività e folclore
Posta a circa un chilometro dall'attuale piazza Garibaldi, la chiesa della Cona fu tradizionale meta di pellegrinaggi e di passeggiate, luogo di scampagnate e sede, nell'Ottocento, di una partecipata festa rurale che fu celebrata in tempi remoti a luglio e poi dislocata a settembre per non interferire con la festa della Madonna delle Grazie. La caratterizzarono sempre “polli e vino”, “merende e ubriacature”.
Nei tempi più antichi, pezzo forte del programma erano “botti e tamburi”, sostituiti dopo l'Unità, da fuochi artificiali e banda musicale. La banda partiva dal centro della città e si recava in gran pompa verso la Cona, seguita da un largo codazzo di gente. Giunta sul posto eseguiva il suo repertorio fino al momento dei fuochi, sostituita poi da qualche orchestrina locale di chitarre e mandolini.
Dopo la rituale visita di venerazione, le campagne intorno alla chiesa venivano invase da una folla multicolore che dava inizio a pantagruelici pranzi, ricchi di tutte le leccornie della cucina locale. La festa così raggiungeva il suo culmine con danze e balli. Era questo però anche il momento delle risse, per gli eccessi del vino: uno sguardo sfrontato, una parola di troppo e subito si estraevano i coltelli.
Giuseppe Savini racconta, inoltre, di un singolare pellegrinaggio che le ragazze in cerca di marito compivano verso la Cona, affinché la Vergine favorisse le loro speranze di matrimonio, recitando preghiere all'arrivo in chiesa.

## Zone residenziali
Il quartiere, tra i più popolosi (5 000 abitanti circa) e tranquilli della città, si trova a ridosso del centro storico. Caratterizzato da una forma "allungata", stretto dalle colline e dal fiume Tordino (elemento che contraddistingue buona parte della città di Teramo, dalla Cona a San Nicolò), la contrada presenta delle problematiche riguardo spazi socializzanti aperti (mancanza di una vera piazza) e parcheggi. Ciò nonostante sono presenti numerose piccole aree verdi attrezzate.
Le 5 zone residenziali:
- Cona 1 (a monte della Chiesa, più vicina al centro storico di Teramo)
- Cona 2 (a valle della Chiesa)
- Fonte Bajano (tratto collinare all'inizio del quartiere)
- Piano Solare (tratto pianeggiante che scende nella parte bassa all'inizio del quartiere). Il nome Piano Solare deriva dall'epoca fascista, in cui questa zona era utilizzata come colonia estiva lungo le rive del fiume Tordino. L'attuale strada d'accesso è Via Barnabei Felice.
- zona Ponte Messato/c.da Gattìa (Via Cavalieri V.V. e lungo la SP 50a per Torricella Sicura): tratto finale verso Montorio al Vomano, che si biforca tra via Cavalieri di Vittorio Veneto e la statale provinciale verso il comune di Torricella Sicura. Ospita il rimessaggio della ditta di trasporti urbani ARPA (Autolinee Regionali Pubbliche Abruzzesi), nonché lo svincolo per la Superstrada Teramo-Mare (da Teramo Ovest all'Autostrada A14) e per l'Autostrada A24. Il collegamento, che aumenta la già notevole vicinanza tra il Parco Nazionale del Gran Sasso e Laga ed il Mare Adriatico, consente lo spostamento mare-montagna in meno di un'ora.

Nel quartiere hanno sede tre istituti di scuola superiore: l'Istituto Professionale per i servizi Commerciali Turistici e Alberghieri "DI POPPA-ROZZI" (Piano Solare), l'Istituto Tecnico per Geometra "C. Forti" e l'Istituto Tecnico Commerciale e per Programmatori "B. Pascal" (fine Cona 2), nonché una scuola elementare "Fornaci", due scuole materne ed un asilo nido.
In tutte le zone c'è da rilevare la buona presenza di studenti dell'Università degli Studi di Teramo.
È inoltre curioso notare come molti residenti abbiano origini, più o meno recenti, nei comuni montani e dell'entroterra, come Castelli, Crognaleto, Cortino, Montorio al Vomano etc., testimonianza della Cona come primo "approdo" per tutti coloro che volevano andare a vivere in città. Un legame che, all'interno del quartiere, ancora oggi si avverte.

## Sport
La locale squadra di calcio, la A.s.d. Cona Teramo 1972, vanta ben quattro decenni di attività in categorie giovanili e dilettantistiche provinciali; il settore giovanile è sempre stato la sua vera forza, caratteristica che le ha consentito di iscriversi a tutti i campionati, dalla sua fondazione ad oggi, con oltre 40 anni di storia ininterrotta. Altre società sportive, sempre nell'ambito calcistico, sono state la Cona 86, la SC Primavera (società di puro settore giovanile) e la Pol. Virtus Cona 2001, che negli anni si sono fuse con la storica società. La struttura che ospita il sodalizio biancoarancio è molto valida e, di recente, è stata oggetto di importanti lavori di manutenzione, tra questi il rifacimento del manto in erba sintetica, inaugurato il 10 maggio 2014. Il centro sportivo può contare anche su un campo di calcetto adiacente, anch'esso con manto in sintetico, costruito nel 2008.

### Calcio
La A.S.D. CONA TERAMO è una società di calcio dilettantistica, nata nel 1972.
Un gruppo di amici, per metà poco più che ventenni e per l'altra un po' più grandi, pensarono dapprima di formare una squadra per ragazzi, allora chiamata N.A.G., e successivamente formalizzarono l'iscrizione in FIGC con la Terza Categoria, con il nome di S.C. CONA.
Arrivò in Seconda Categoria e, dopo un periodo di consolidamento, alla fine degli anni ottanta - inizio anni novanta, approdava in Prima Categoria e “rischiava” successivamente anche la Promozione, categoria alla quale l'allora dirigenza rinunciò, pur avendo la possibilità di parteciparvi. L'attuale denominazione risale alla fusione nel 2004 tra la vecchia S.C. Cona e la Polisportiva Virtus Cona 2001.
La società può vantare una storia ultraquarantennale, che la rendono tra le più vecchie della città di Teramo, essendo la matricola attiva ininterrottamente dal 4 gennaio 1974 ad oggi.